# Lista över avsnitt av Chrono Crusade
Detta är en sammanfattning av avsnitten i animen Chrono Crusade. Serien sändes först på Fuji TV i Japan den 25 november 2003 med pilotavsnittet "Sister Rosette", och avslutades med "Chrno" den 10 juni 2004. En engelskspråkig version släpptes av ADV Manga och ADV Films.

## Sammanfattning

### Anime (2003 - 2004)
| Avsnitt | Namn             | Första sändning  |
| --- | ---------------- | ---------------- |
| |                  |                  |
| 01 | "Sister Rosette" | 25 november 2003 |
| Rosette, en exorcist i Magdalena-orden, och hennes partner Chrno förföljer en hotfull djävul. |                  |                  |
| |                  |                  |
| 02 | "Contractor"     | 2 december 2003  |
| Elder uppfinner sitt senaste vapen, "Spirit", och Rosette tappar prompt bort det. |                  |                  |
| |                  |                  |
| 03 | "The Servants"   | 9 december 2003  |
| Rosette och Chrno sänds för att hämta Azmaria Hendric, en apostel. Efter en serie av händelser tillfångatas Azmaria av djävulen Lerajie.                                                                    |                  |                  |
| |                  |                  |
| 04 | "Sinner"         | 16 december 2003 |
| Chrno tar sin sanna form och förföljer Lerajie och dennes zeppelinare. |                  |                  |
| |                  |                  |
| 05 | "Militia"        | 23 december 2003 |
| Rosette tar militians test för att bli en av dem, men en Mind Eater tar kontroll över Azmaria som råkar befinna sig i träningsområdet.                                                                      |                  |                  |
| |                  |                  |
| 06 | "Jewel Witch"    | 6 januari 2004   |
| Rosettes första uppdrag som militia, att hämta kroppen av den dödad maffiamedlem, får hennes vägar att korsa Satellas.                                                                                      |                  |                  |
| |                  |                  |
| 07 | "Devil"          | 13 januari 2004  |
| Bibliska katastrofer sker i Central Park. Magdalenaorden samlas för att återförsegla Seven Wings Seal, och Rosette med sina vänner träffar på Chrnos tidigare partner Aion.                                 |                  |                  |
| |                  |                  |
| 08 | "Puppets"        | 20 januari 2004  |
| Minister Remington hålls fången av Rizal, en Sinner. Rosette tar sig till Grand Central Station för att hämta honom, men hamnar i Rizels fälla.                                                             |                  |                  |
| |                  |                  |
| 09 | "Joshua"         | 27 januari 2004  |
| Rosette, Chrno och Azmaria åker till Seventh Bell-barnhemmet Rosette and Chrono takes a trip to the Seventh Bell Orphanage var Rosette berättar hur hon och hennes bror mötte Chrno fyra år tidigare.       |                  |                  |
| |                  |                  |
| 10 | "Horn"           | 3 februari 2004  |
| Aion ger Chrnos horn till Joshia för att ge honom dennes kraft. Chrno och Rosette ingår ett konrakt efter att ha förlorat Joshua.                                                                           |                  |                  |
| |                  |                  |
| 11 | "Beast"          | 9 februari 2004  |
| En demonisk hund löper amok bland New Yorks maffia. Det är upp till Rosette och Satella att stoppa den. |                  |                  |
| |                  |                  |
| 12 | "Holy Night"     | 16 februari 2004 |
| Azmaria får uppleva sin första lyckliga julafton och försöker hitta den perfekta presenten till Rosette och Chrno.                                                                                          |                  |                  |
| |                  |                  |
| 13 | "Older Sister"   | 23 februari 2004 |
| Rosette, Chrno och Azmaria tar tåget till San Francisco. Tyvärr finns Rizel med på tåget. |                  |                  |
| |                  |                  |
| 14 | "Prayer"         | 1 mars 2004      |
| Chrno drabbas av svår feber. Satella och Rosette försöker förgäves hitta en medicin för att sänka denna, men Rosette löser det på egen hand till sist.                                                      |                  |                  |
| |                  |                  |
| 15 | "Pursuer"        | 8 mars 2004      |
| Duffau, Greven av Pandaemonium, föreslår en allians med Rosette och Magdalena-orden för att förinta Aion.                                                                                                   |                  |                  |
| |                  |                  |
| 16 | "Believer"       | 15 mars 2004     |
| Satella tillfångatas av den djävulsdyrkare som tjänar Aion. Aion avslöjar att han är djävulen som dödade hennes familj.                                                                                     |                  |                  |
| |                  |                  |
| 17 | "Accomplices"    | 22 mars 2004     |
| Duffau, Pursuers och Magdalena-orden slåss mot Genai och Vido, vilket orsakar förluster på båda sidor. |                  |                  |
| |                  |                  |
| 18 | "Four People"    | 29 mars 2004     |
| Rosette och hennes vänner förenas en sista gång på karnevalen i San Francisco. Efter ett möte med Chrno under stjärnorna ser Rosette Aions örn och följer efter den för att hitta Joshua.                   |                  |                  |
| |                  |                  |
| 19 | "Head"           | 14 april 2004    |
| Rosette möter Joshua, men han minns inte henne. Aion börjar Ritual of Atonement och det avslöjas att Rosette också är en apostel, reinkarnationen av Maria Magdalena. Satellas syster Fiore närvarar också. |                  |                  |
| |                  |                  |
| 20 | "Poison"         | 22 april 2004    |
| Chrno slåss mot Joshua under natthimlen medan Genai och Shader slåss mot Remington, Duffau och andra. Aion kommer undan tillsammans med Rosette.                                                            |                  |                  |
| |                  |                  |
| 21 | "Magdalene"      | 29 april 2004    |
| Chrno minns sitt förflutna samt sitt liv tillsammans med Maria Magdalena. Han minns också att hon förutsåg att han skulle orsaka hennes död.                                                                |                  |                  |
| |                  |                  |
| 22 | "Goodbye"        | 20 maj 2004      |
| Aion använder Rosettes krafter för att läka sjuka och skadade. Fiore och Satella möts i San Franciscos gator.                                                                                               |                  |                  |
| |                  |                  |
| 23 | "Noise"          | 3 juni 2004      |
| Rosette, Aion och Chrno möts i en ödelagd kyrka där Rosette kräver sitt liv tillbaka av Chrno. Aion och Chrno gör upp i en sista kamp.                                                                      |                  |                  |
| |                  |                  |
| 24 | "Chrno"          | 10 juni 2004     |
| Mycket återvänder till normalt. Barnhemmet Seventh Bell vaknar till liv igen, Chrno och Rosette tillbringar sin sista dag i livet tillsammans.                                                              |                  |                  |
| |                  |                  |

### Fotnoter
1. ↑  ”Chrono Crusade” (på engelska). Anime News Network. http://www.animenewsnetwork.com/encyclopedia/anime.php?id=2884. Läst 26 januari 2017.